# Queer-Lexikon.net
Das Queer-Lexikon.net ist eine deutschsprachige Website des Queer Lexikon e. V. zu sexueller, romantischer und geschlechtlicher Vielfalt. Es richtet sich mit Informations- und Unterstützungsangeboten vor allem an Jugendliche und junge Erwachsene.
Die Website wird redaktionell von einem größtenteils ehrenamtlichen Team betreut, die Nutzung ist kostenlos. 

## Betreiber
Das Webangebot wird vom gemeinnützigen Queer Lexikon e. V. bereitgestellt.
Die Kosten der Vereinsarbeit sind zum überwiegenden Teil durch Spenden gedeckt; es besteht zudem eine institutionelle Förderung über die Come Out!-Stiftung. Der Verein arbeitet nach den Regelungen der Initiative Transparente Zivilgesellschaft.
Die bereitgestellten Informationen stehen weitgehend unter CC BY-SA 4.0-Lizenz.

## Angebote
Das Angebot besteht aus einer Website mit einem Blog, Glossar, einer Übersichtskarte, einem Kummerkasten, einer Online-Jugendgruppe und einer Online-Gruppe für junge Erwachsene.

### Enzyklopädische Inhalte
Namensgebend für das Queer Lexikon sind enzyklopädische Inhalte zu vornehmlich queeren Themen. Die Website beinhaltet ein Glossar, eine Übersicht zu queeren Symbolen, zu Prideflags und ausführliche Sachartikel zu einzelnen ausgewählten Themen.
Die ersten Versionen des enzyklopädischen Bereichs waren 2013 online. 
In einem Interview erläuterte die Co-Vorsitzende die Motivation, ein deutschsprachiges Online-Nachschlagewerk bereitzustellen, das Begriffe und Konzepte rund um Geschlecht, sexuelle und romantische Orientierung erläutert, da sie zum damaligen Zeitpunkt nur englischsprachige Angebote kannte.

### Blog
Das Queer Lexikon Blog veröffentlicht sowohl Beiträge aus dem Team als auch Beiträge von externen Personen. Das Blog thematisiert Erfahrungsberichte, Rezensionen zu Büchern, Serien und Musik, Kurzgeschichten, Diskussion aktueller Ereignisse und Themen und Neuigkeiten in eigener Sache.

### Informationsbroschüren
Seit 2019 gibt das Queer Lexikon auch Informationsbroschüren zu queeren Themen wie u. a. Binding, Tucking, Coming Out heraus. Gedruckte Fassungen werden vom Queer Lexikon an Einrichtungen der offenen Kinder- und Jugendhilfe, sowie Schulen und Beratungsstellen verschickt.

### Queer Chat und Regenbogenchat
Seit Mai 2020 bietet das Queer Lexikon moderierten werktäglichen Chat für junge queere Menschen an. Derzeit haben über 100 Personen Accounts angelegt und sind dort aktiv.
Neben dem Regenbogenchat bietet das Queer Lexikon seit 2023 auch den Queer Chat für junge queere Erwachsene.

### Kummerkasten
Auf der Website etabliert ist auch ein anonymes Formular zu Fragen zu sexueller, romantischer und geschlechtlicher Vielfalt. Im Jahr 2023 wurden mehr als 1100 Fragen beantwortet.

### Regenbogenkarte
Im Sommer 2022 veröffentlichte das Queer Lexikon eine Übersichtskarte mit queeren Jugendgruppen in der Schweiz, Österreich und Deutschland.
Derzeit sind über 170 Jugendgruppen auf der Karte vermerkt. Ein Eintragung in der Karte erfolgt auf Anfrage beim Queer Lexikon.

### Kalender
Der queere Kalender ist eine Eigenentwicklung des Queer Lexikon und bietet eine Übersicht mit Einführungen zu Feier- und Gedenktage in der queeren Community.

### Abgeschlossene Projekte

#### Amaze-Kooperation
Das Queer Lexikon hat in Kooperation mit Amaze animierte Informationsvideos zu HIV, Geschlechtsidentität, sexueller Orientierung und Körperformen ins Deutsche übersetzt und synchronisiert. Die Videos wurden in der zweiten Jahreshälfte 2022 veröffentlicht.

#### Queergefragt
Queergefragt war eine Videoreihe, die in zwei Staffeln gedreht wurde. Dabei wurden einzelne queere Personen zu ihrem Leben, Diskriminierungserfahrungen und Aktivismus befragt.
Die Veröffentlichung erfolgte zwischen 2018 und März 2022.

#### Buchstabensuppe
Buchstabensuppe war ein Videopodcast des Queer Lexikon, der queere Themen und Konzepte erläuterte. Die Pilotfolge erschien im September 2013, bis Januar 2015 erschienen insgesamt 13 Episoden.

## Technik
Die Hauptseite des Queer Lexikon nutzt WordPress als Content-Managementsystem. Verschiedene Teilangebote sind davon losgelöst, die beiden Onlinegruppen werden mit Matrix und Element bedient, die Karte ist eine Eigenentwicklung.

## Rezeption
Die Zeitschrift für Literaturwissenschaft und Linguistik veröffentlichte am 9. November 2022 den Artikel „Uneindeutiges vereindeutigen – Zur sprachlichen Hervorbringung nicht-binärer Geschlechtsidentität“. Die Autorin, Nina Kalwa, analysiert 2340 Kummerkasten-Beiträge des Queer Lexikon korpus- und textlinguistisch, um Rückschlüsse zu ziehen, wie nicht-binäre Menschen ihre Identität sprachlich hervorbringen.
Besonders das Glossar und die Übersichtsseiten werden häufig zitiert und genutzt. So hat beispielsweise die Polizei Berlin in ihren Empfehlungen zu einem diskriminierungsarmen Sprachgebrauch mit dem Glossar gearbeitet.  Das Bundesministerium für Familie, Senioren, Frauen und Jugend zitiert aus der Übersichtsseite zu Transgeschlechtlichkeit im Leitfaden zur Gesundheitlichen Beratung nach § 10 des Prostitutionsschutzgesetzes. Neben Behörden wird das Queer Lexikon auch in wissenschaftlicher Fachliteratur und Publikationen referenziert.
Die Website wurde 2023 über 1,5 Millionen Mal aufgerufen.

### Medizin / Psychotherapie
- E. Strittmatter, M. Holtmann: Geschlechtsidentitäten im Wandel. Gender identities in transition. Zeitschrift für Kinder- und Jugendpsychiatrie und Psychotherapie, 48(2), 2020, S. 93–102. doi:10.1024/1422-4917/a000724
- C. Schütteler, T. Slotta: Heterosexismus. In: Diskriminierungssensible Psychotherapie und Beratung: Basiswissen, Selbsterfahrung und therapeutische Praxis. Springer, Berlin, Heidelberg 2023, S. 117–124. doi:10.1007/978-3-662-67012-5_11
- C. Schütteler, T. Slotta: Cissexismus. In: Diskriminierungssensible Psychotherapie und Beratung: Basiswissen, Selbsterfahrung und therapeutische Praxis. Springer, Berlin, Heidelberg 2023, S. 125–133. doi:10.1007/978-3-662-67012-5_12
- M. Hengst: Rezension: Reproduktive Gerechtigkeit als Konzept: Widerständische Praxis und Überlebensstrategie. Ethik und Gesellschaft 2/2021: Friedensethik und Geopolitik. doi:10.18156/eug-2-2021-rez-11
- S. Gaiswinkler et al.: LGBTIQ+ Gesundheitsbericht 2022. Herausgegeben vom Bundesministerium für Soziales, Gesundheit, Pflege und Konsumentenschutz, Wien 2022.
- M. Hädicke, C.Wiesemann: Die medizinische Begleitung von Heranwachsenden mit trans*geschlechtlicher Identität im Licht der zeitlichen Dimension von Lebensqualität.

### Diversität, Diskriminierung und Machtforschung
- B. Aygün, P. Bühler, R. Darabos, S. Eissa, I. Hagen-Jeske, I. Helmi Hans, M. Kanbur, F. Moukara, S. Ogiemwony: RassisMuss MachtKritisch. Edited by S. Lindl. PubliQation, 2023. doi:10.22602/IQ.9783745870848
- B. Lesjak: Gender – jenseits der Binarität. Zur Gendergerechtigkeit in Gesellschaft, Organisationen und Teams. In: O. Geramanis, S. Hutmacher, L. Walser (Hrsg.): Organisationale Machtbeziehungen im Wandel: Führung zwischen Zustimmung und Zwang. Springer Fachmedien, Wiesbaden 2023, S. 85–101. doi:10.1007/978-3-658-42092-5_6
- S. Günther, P. Hättig: Zwei trans* Personen in Landau: Diskriminierungserfahrungen und Wahrnehmungen in der Mittelstadt. In: B. Pusch, S. Spieker, C. Horne (Hrsg.): Heterogenität und Diversität in Städten mittlerer Größe: Das Beispiel Landau in der Pfalz. Springer Fachmedien, Wiesbaden 2023, S. 161–178. doi:10.1007/978-3-658-39076-1_8

### Sprache
- L. C. Rocktäschel: Richtig gendern für Dummies. John Wiley & Sons, 2020.
- N. Kalwa: Uneindeutiges vereindeutigen. Zeitschrift für Literaturwissenschaft und Linguistik, 52(4), 2022, S. 651–667. doi:10.1007/s41244-022-00273-z

### Medienforschung
- S. Schultz von Dratzig: Voguing in Cinema: Kinematografische Entwürfe tänzerischer und sozialer Praxis. In: ffk Journal. Nr. 2/2017. AVINUS, Hamburg (ffk-journal.de).
- A.-L. Lutz: Die Dekonstruktion des Weiblichen* im zeitgenössischen Musikvideo. In: H.-J. Voß and M. Katzer (Hrsg.): Geschlechtliche und sexuelle Selbstbestimmung durch Kunst und Medien. Psychosozial-Verlag 2019, S. 335–352. doi:10.30820/9783837974560-335

### Materialien von Universitäten / Institutionen
- Freie Universität Berlin: Gesundheit – Blog ABV Gender- & Diversitykompetenz. 5. Dezember 2023. (online)
- Gesis Leibniz-Institut für Sozialwissenschaften: D. N. Steinweg, L. Roland, T Schumacher: Handlungsempfehlungen zu Geschlechtersensibilisierungs‑ maßnahmen in der Wissenschaft. 2023.
- Hochschule Luzern (o. D.) „Ich will mich nicht verstecken!“ Trans Menschen mit einer kognitiven Beeinträchtigung. Ein Wegweiser für die Professionellen der Sozialen Arbeit.
- N. Warrach: Sexualitäten und Geschlechtsidentitäten in der Migrationsgesellschaft. Im Auftrag des Informations- und Dokumentationszentrums für Antirassismusarbeit e. V. (IDA), 2021.

### Abschlussarbeiten  (Auswahl)
Da Abschlussarbeiten nicht dem Peer-Review Verfahren unterliegen, sind sie mit Vorsicht zu betrachten. Allerdings belegt das Vorkommen von Zitaten der Website zumindest die Bekanntheit in verschiedenen Regionen. Ausgewählte Abschlussarbeiten, die online abrufbar sind:
- J. Diethold: Nicht-binär- und trans-inklusive Abfrage von Geschlecht in Forschungsfragebögen: Eine empirische Untersuchung fünf verschiedener Formate. 2020. doi:10.13140/RG.2.2.29962.85447
- M.-T. Friedl: Geschlechtergerechte Deutsche Sprache aus nichtmutterssprachlicher Sicht. Eine Online-Umfrage mit finnischen Deutschsprechenden. (online (PDF))
- Laura Mathis: Strukturelle Hirnkorrelate der Asexualität: gibt es strukturelle Unterschiede zwischen Asexuellen und Allosexuellen? 2023. (online)
- V. Porcu, Queer Female Gaze. Ein besonderer Blick auf Filme und Serien. Universität Würzburg. 2023. doi:10.25972/OPUS-34525
- K. Wyss: Soziale Arbeit als Verbündete der LGBTIQ*-Community? Eine qualitative Forschungsarbeit zu queerer Kollektividentität und deren Forderungen nach gesellschaftlicher Veränderung. 2019. (online (PDF))
- F. Weiß: Germany’s position on the protection of migrant women against domestic violence. 2020.
- A. Bondanza: Zum narrativen Selbstkonzept von Trans*Identität. Universitätsbibliothek der Ludwig-Maximilians-Universität München. 2023. (online)